# 工業包装技能士
工業包装技能士（こうぎょうほうそうぎのうし）とは、国家資格である技能検定制度の一種で、都道府県知事（問題作成等は中央職業能力開発協会、試験の実施等は都道府県職業能力開発協会）が実施する、工業包装に関する学科及び実技試験に合格した者をいう。
なお職業能力開発促進法により、工業包装技能士資格を持っていないものが工業包装技能士と称することは禁じられている。

## 級別
1級、2級の別がある。

## 実技作業試験内容（工業包装作業）
- 1級
  - 課題1：日本工業規格(JIS Z 1403)に準じたA形の枠組箱のうち、2形(密閉合板)の腰下、つま面及び3形(すかし)の側面の3面を製作し組み立てる。試験時間＝1時間50分
  - 課題2：ポリエチレン加工紙を用いて、内装用防水袋を2個製作する。試験時間＝40分
- 2級
  - 課題1：日本工業規格(JIS Z 1402)に定める普通木箱1･C-5形を1個製作する。試験時間＝1時間20分
  - 課題2：ポリエチレン加工紙を用いて、内装用防水袋を1個製作する。試験時間＝30分